# Briarres-sur-Essonne
Briarres-sur-Essonne är en kommun i departementet Loiret i regionen Centre-Val de Loire strax norr Frankrikes mitt. Kommunen ligger i kantonen Puiseaux som tillhör arrondissementet Pithiviers. År 2022 hade Briarres-sur-Essonne 526 invånare.

## Befolkningsutveckling
Antalet invånare i kommunen Briarres-sur-Essonne
| Referens: INSEE |